# Zákány
Zákány là một thị trấn thuộc hạt Somogy, Hungary. Thị trấn này có diện tích 9,09 km², dân số năm 2010 là 1011 người, mật độ 111 người/km².